# Juan Blázquez Arroyo
Juan Blázquez Arroyo (Bossost (Val d'Aran) 1914 - Rabat (Marroc) 1974) fou un activista i comunista català.

## Biografia
Fill d'un enginyer de mines andalús que havia anat a treballar a la Vall d'Aran, inicià la seva militància comunista el 1932, als rengles de la Joventut Socialista Unificada. Intel·lectualment superdotat, feu estudis de batxillerat a Girona i es doctorà en dret a Madrid (1936). President de la Mancomunitat de municipis de la Vall d'Aran i alcalde de Bossost en representació de la UGT a l'esclat de la Guerra Civil, s'allistà a la 27 Divisió de l'Exèrcit republicà, dins el qual arribà al grau de coronel, passant després a ocupar el càrrec de comissari general de la 60 Divisió.
Exiliat el 1939 a França, a finals de 1942, acusat d'activitats terroristes, fou detingut i empresonat a Tolosa de Llenguadoc, d'on passà als camp de Noé i Vernet d'Arieja. L'octubre de 1943 aconseguí fugir i s'integrà immediatament a la Resistència contra els alemanys, amb el sobrenom de Cèsar.
Membre de la comissió política i militar de l'aparell del PCE a França, fou comissari polític i instructor de l'Agrupació Guerrillera Espanyola (1943-1944), dins la 1a Divisió desplegada a la zona de Gers, els Alts Pirineus i l'est dels Baixos Pirineus. Arribà a Cap d'Estat Major dels guerrillers espanyols i general en el moment de l'alliberament de França per les tropes aliades, durant el qual fou ferit en un braç. Entre el desembre de 1944 i el març de 1945 actuà com a Cap d'Estat Major del Grup dels Batallons de Seguretat i l'estiu de 1946 rebé la distinció de Cavaller de la Legió d'Honor de la República i la Medalla de la Resistència Francesa.
Fundà l'Amical des anciens FFI (Forces Franceses de l'Interior) et résistants espagnols (1945). Mantingué la seva militància política al Partit Socialista Unificat de Catalunya a l'exili i fou soci del Casal Català de Tolosa de Llenguadoc.
Durant els anys d'exili feu estudis de lletres a París i d'enginyer agrònom a Praga. Entre 1948 i 1959 residí a Txecoslovàquia, enviat pel PCE, que l'encomanà la representació al Consell Mundial de la Pau a Viena (1959-1960). Aquell darrer any fou expulsat de França en compliment d'un ordre dictada deu anys abans i s'establí al Marroc fins a la seva mort, al servei del govern en les explotacions forestals entre Rabat i Casablanca. La seva esposa, Dolores Clavero Maestre retornà a Espanya el 1976.

## Fons personal
El seu fons personal es conserva a l'Arxiu Nacional de Catalunya. El fons aplega la documentació generada i rebuda per Juan Blázquez Arroyo en el desenvolupament de la seva activitat militar i política a l'exili i la resistència, així com l'aplegada per Melquíades Calzado sobre la figura del general. Inclou la documentació identificativa, salconduits, permisos de residència i ordre d'expulsió de França, els carnets d'afiliació política i sindical i com a membre de les associacions d'antics combatents de la resistència, d'estrangers i d'internats en camps de concentració. Entre la documentació militar, destaquen les certificacions emeses per diversos comandaments de l'exèrcit francès, que acrediten els seus serveis a la resistència; de la seva estada a Praga, la documentació acadèmica, diplomes i retalls de premsa que testimonien les seves activitats polítiques. Dins la documentació relativa a les associacions d'antics combatents, el fons inclou un llistat de morts al camp de concentració de Vernet d'Arieja, circulars, correspondència i publicacions. El fons conté finalment diversos treballs sobre el general aplegats per Melquíades Calzado de Castro.